# George William Russell

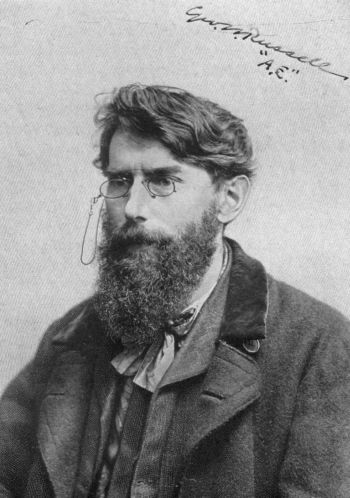
George William Russell

George William Russell (* 10. April 1867 in Lurgan, County Armagh, Irland; † 17. Juli 1935 in Bournemouth, Dorset, England) war ein irischer Dichter, Herausgeber, Maler, Journalist und Theosoph. Er trat meist unter dem Pseudonym Æ auf.

## Leben und Werk

### Kindheit, Ehe, Kinder
Russell wurde am 10. April 1867 in Lurgan als jüngstes von drei Kindern geboren. Der Vater Thomas Russell († 1900) war Buchhalter. 1878 übersiedelte die Familie nach Dublin, dort besuchte er ab 1880 die Metropolitan School of Art und ab 1882 zusätzlich das College in Rathmines (ein Vorort von Dublin). 1885 brach er die Schulen vorzeitig ab, der „Wille war zu schwach“, wie er selbst sagte. Am 9. Juni 1898 heiratete er in Dublin die Theosophin Violet North († 1932). Aus der Ehe gingen zwei Söhne hervor, Brian (* 1900) und Diarmuid (1902–1973). Ein 1899 geborener Sohn starb bereits nach einem Monat.

### Sozialreformerisches Wirken
Russell war lange Zeit unter seinem bürgerlichen Namen für die 1894 von Horace Plunkett ins Leben gerufene Irish Agricultural Organisation Society (IAOS) tätig, deren Ziel es war, die irischen Kleinbauern aus der Abhängigkeit von Wucherern zu befreien und eine neue Grundlage für die irische Landwirtschaft zu schaffen. Als Plunkett 1897 organisatorische Unterstützung benötigte, wurde Russell auf Empfehlung William Butler Yeats zu einer der führenden Figuren (Assistant Secretary) in der IAOS und zum maßgeblichen Organisator dieser co-operativen sozialreformatorischen Bewegung in Irland.

### Der Theosoph
Am 16. Juni 1885 gründete Russell, zusammen mit William Butler Yeats, den er ein Jahr vorher auf der Kunstschule kennengelernt hatte, und Charles Johnston in Dublin eine Tochtergesellschaft der Hermetic Society. Im Juni 1886 trat er der Theosophischen Gesellschaft bei und war Mitbegründer einer theosophischen Loge in Dublin. Als sich die Theosophische Gesellschaft 1895 spaltete, folgte er der Richtung William Quan Judges und wurde Mitglied der Theosophischen Gesellschaft in Amerika (TGinA). Nach dem frühen Tod Judges 1896 und der anschließenden Kursänderung der TGinA unter Katherine Tingley trat er aus der TGinA aus und wiederbegründete im März 1898 die Hermetic Society als eine von der Theosophischen Gesellschaft unabhängige Organisation. Er selbst wurde Präsident und blieb in dieser Funktion bis 1933, dann übergab er Patrick Gillman Bowen dieses Amt.

### Der Künstler

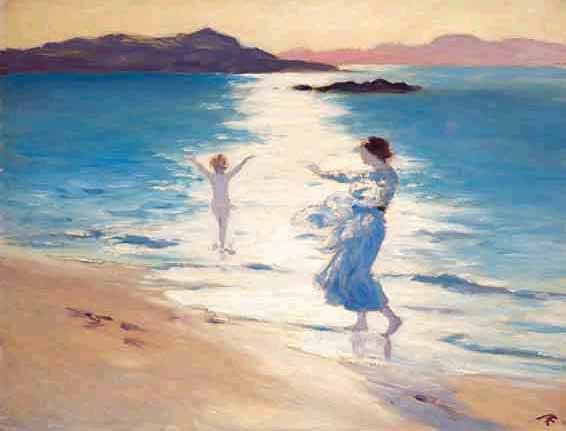
G. W. Russell: Badende

Russell kam früh mit der Dubliner Literaturszene in Berührung. Er gilt neben William Butler Yeats und Lady Gregory als eine der zentralen Figuren des eher traditionell gesinnten Teils der irischen Renaissance. Neben einigen Gedichtbänden verfasste er eine Vielzahl von mystischen, politischen und praktischen Artikeln und Traktaten. Zwischen 1905 und 1923 war er Herausgeber der Zeitschrift Irish Homestead und zwischen 1923 und 1930 des The Irish Statesman.
Er starb in England und wurde im Friedhof Mount Jerome in Dublin beigesetzt.

## Werkauswahl

### Lyrik
- Homeward: Songs by the Way (1894)
- The Earth Breath (1897)
- The Divine Vision (1904)
- Collected Poems (1913)
- Salutation (1917)
- The House of the Titans (1934)
- Selected Poems (1935).

### Mystik
- The Candle of Vision (1918)
  - dt. Weg zur Erleuchtung : Visionen eines modernen keltischen Sehers. Aus dem Englischen übersetzt und hrsg. von Sylvia Botheroyd; Eugen Diederichs 1992 Diederichs Gelbe Reihe 95
- The Interpreters (1922)
- Song and its Fountains (1932)
- The Avatars (1933)